# 苯海索

沒有立體化學的結構式

苯海索（英語：、，亦称为三己芬迪或安坦）是一種主要用來減輕帕金森氏症的藥物，屬抗蕈毒鹼藥物。著名品牌有「Artane」，其錠劑在台灣的中文名為「阿丹片」。生產藥品時，通常使用鹽酸苯海索（Trihexyphenidyl hydrochloride），製劑有錠（藥片）和口服液等。
苯海索是妊娠C类药物。建议仅在益处大于风险的情况下谨慎使用。

## 立體化學
苯海索具有立體中心，由兩種對映體組成。 這是一個外消旋體，即（“R”）和（“S”）形式的1：1混合物：
| 苯海索的對映體         | 苯海索的對映體         |
| ---------------------- | ---------------------- |
| CAS-Nummer: 40520-25-0 | CAS-Nummer: 40520-24-9 |

## 医疗用途
苯海索用于单一或联合用药以治疗帕金森。也常用于改善使用抗精神病药引起的锥体外系反应。

## 禁忌症
根据澳大利亚治疗用品管理局 2022 年的规定，禁忌症包括：
- 对苯海索过敏
- 窄角型青光眼
- 肠梗阻（肠道正常推进能力受损）

注意：患有泌尿生殖道阻塞性疾病的人、有癫痫病史的人以及有潜在危险的心动过速的人需要谨慎服用

## 副作用
剂量依赖性副作用很常见，但随着身体适应药物，副作用通常会随着时间的推移而减轻。副作用包括但不限于：
- 中枢神经系统：嗜睡、眩晕、头痛和头晕很常见。大剂量服用时会出现紧张、激动、焦虑、谵妄和精神错乱。可能会降低癫痫发作阈值。
- 外周副作用：常见口干、出汗障碍、腹部不适、恶心和便秘;可能出现心动过速或心悸（心率过快）;过敏反应罕见。
- 眼睛：苯海索可引起瞳孔散大，伴有或不伴有畏光。它还可能诱发窄角性青光眼或导致视力模糊。
- 产生横纹肌和体重增加。

## 过量
过量服用类似阿托品中毒，粘膜干燥、脸红、肠道和膀胱麻痹，高剂量时还会出现高热。中枢神经系统后果是激动、精神错乱和幻觉。未经治疗的过量服用可能会致命，尤其是对儿童。死亡前的症状是呼吸抑制、心律失常和心脏骤停。

## 外部連結
- （英文）Artane®在美國食品藥品監督管理局的資料(pdf) （页面存档备份，存于）
- （英文）Trihexyphenidyl （页面存档备份，存于）於Internet Mental Health （页面存档备份，存于）的資料
- Artane
- Artane於藥物辨識